# Моховой, Сергей Петрович
Сергей Петрович Моховой (1915—1943) — старший лейтенант Рабоче-крестьянской Красной Армии, участник Великой Отечественной войны, Герой Советского Союза (1943).

## Биография
Сергей Моховой родился 5 июля 1915 года в селе Колбинка (ныне — в Морозовском сельском поселении, Россошанский район Воронежской области). В 1937—1939 годах Моховой проходил службу в Рабоче-крестьянской Красной Армии. В октябре 1942 года он повторно был призван в армию. С того же года — на фронтах Великой Отечественной войны. В боях неоднократно был ранен.
К сентябрю 1943 года старший лейтенант Сергей Моховой командовал пулемётным взводом 931-го стрелкового полка 240-й стрелковой дивизии 38-й армии Воронежского фронта. Отличился во время битвы за Днепр. На рассвете 30 сентября 1943 года передовой отряд полка во главе с Моховым переправился через Днепр и принял активное участие в боях за захват и удержание плацдарма на его западном берегу. Рота отразила семь немецких контратак, продержавшись до переправы основных сил. В боях за расширение плацдарма Моховой получил тяжёлые ранения, от которых скончался в госпитале города Нежин Черниговской области Украинской ССР 13 октября 1943 года. Похоронен в Нежине.
Указом Президиума Верховного Совета СССР от 29 октября 1943 года за «мужество и героизм, проявленные при форсировании Днепра и удержании плацдарма на его правом берегу» старший лейтенант Сергей Моховой посмертно был удостоен высокого звания Героя Советского Союза. Также посмертно был награждён орденом Ленина.
В Нежине Герою установлен памятник.